# Courcelles-sur-Seine
Pour les articles homonymes, voir Courcelles.
Courcelles-sur-Seine est une commune française située dans le département de l'Eure en région Normandie.
Les habitants sont des Courcellois.

## Géographie

### Localisation

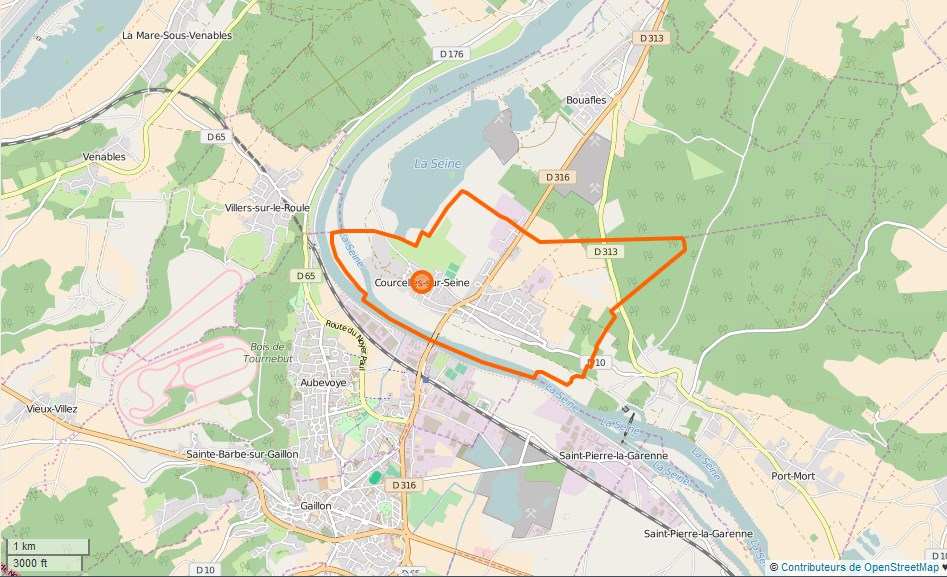
Limite communale

| Villers-sur-le-Roule                   | Bouafles                                  |           |
| Le Val d'Hazey (comm. dél. d'Aubevoye) | Courcelles-sur-Seine                      | Port-Mort |
| Le Val d'Hazey (comm. dél. d'Aubevoye) | Gaillon (sur quelques dizaines de mètres) | Port-Mort |

### Voies de communication et transports
Le sentier de grande randonnée 2 (GR2) passe par la commune.

### Hydrographie
La commune est située dans le bassin Seine-Normandie. Elle est drainée par la Seine et un bras de la Seine,,.

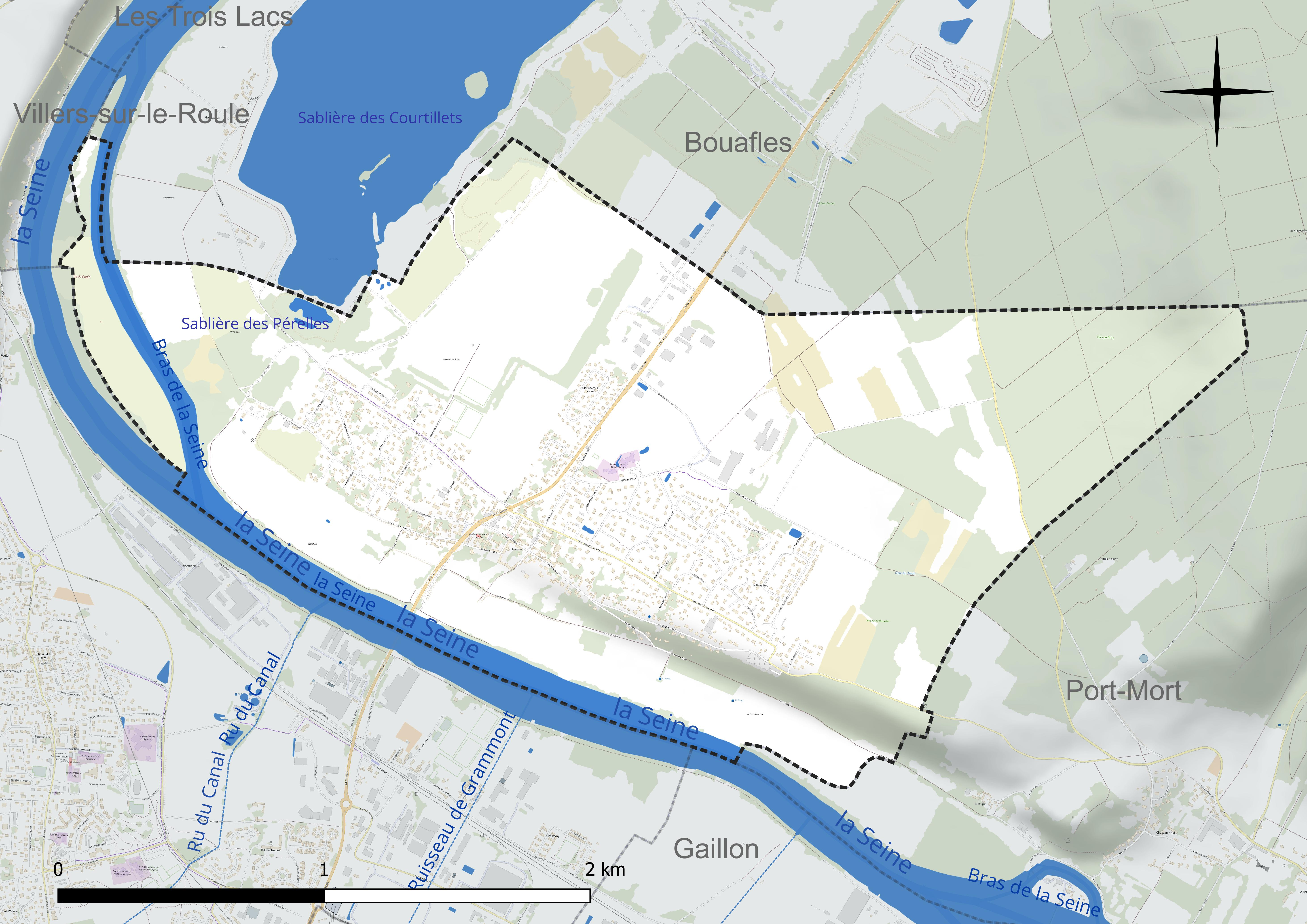
Réseau hydrographique de Courcelles-sur-Seine.

Deux plans d'eau complètent le réseau hydrographique : la sablière des Courtillets, d'une superficie totale de 119,7 ha (0 ha sur la commune) et la sablière des Pérelles (0,9 ha),.

### Climat
Pour des articles plus généraux, voir Climat de la Normandie et Climat de l'Eure.
En 2010, le climat de la commune est de type climat océanique dégradé des plaines du Centre et du Nord, selon une étude du CNRS s'appuyant sur une série de données couvrant la période 1971-2000. En 2020, Météo-France publie une typologie des climats de la France métropolitaine dans laquelle la commune est exposée à un climat océanique et est dans la région climatique  Côtes de la Manche orientale, caractérisée par un faible ensoleillement (1 550 h/an) ; forte humidité de l’air (plus de 20 h/jour avec humidité relative > 80 % en hiver), vents forts fréquents. Parallèlement le GIEC normand, un groupe régional d’experts sur le climat, différencie quant à lui, dans une étude de 2020, trois grands types de climats pour la région Normandie, nuancés à une échelle plus fine par les facteurs géographiques locaux. La commune est, selon ce zonage, exposée à un « climat des plateaux abrités », correspondant aux plaines agricoles de l’Eure, avec une pluviométrie beaucoup plus faible que dans la plaine de Caen en raison du double effet d’abri provoqué par les collines du Bocage normand et par celles qui s’étendent sur un axe du Pays d'Auge au Perche.
Pour la période 1971-2000, la température annuelle moyenne est de 11 °C, avec  une amplitude thermique annuelle de 14,7 °C. Le cumul annuel moyen de précipitations est de 733 mm, avec 11,6 jours de précipitations en janvier et 8 jours en juillet. Pour la période 1991-2020, la température moyenne annuelle observée sur la station météorologique la plus proche, située sur la commune de Muids à 7 km à vol d'oiseau, est de 12,0 °C et le cumul annuel moyen de précipitations est de 609,1 mm,. Pour l'avenir, les paramètres climatiques de la commune estimés pour 2050 selon différents scénarios d’émission de gaz à effet de serre sont consultables sur un site dédié publié par Météo-France en novembre 2022.

## Urbanisme

### Typologie
Au 1er janvier 2024, Courcelles-sur-Seine est catégorisée ceinture urbaine, selon la nouvelle grille communale de densité à 7 niveaux définie par l'Insee en 2022.
Elle appartient à l'unité urbaine de Gaillon, une agglomération intra-départementale dont elle est une commune de la banlieue,. Par ailleurs la commune fait partie de l'aire d'attraction de Paris, dont elle est une commune de la couronne,. 

### Occupation des sols
L'occupation des sols de la commune, telle qu'elle ressort de la base de données européenne d’occupation biophysique des sols Corine Land Cover (CLC), est marquée par l'importance des territoires agricoles (43,5 % en 2018), en diminution par rapport à 1990 (53,7 %). La répartition détaillée en 2018 est la suivante : 
zones urbanisées (27,4 %), forêts (18,2 %), terres arables (17,1 %), zones agricoles hétérogènes (13,7 %), prairies (12,8 %), eaux continentales (9,2 %), milieux à végétation arbustive et/ou herbacée (1,7 %). L'évolution de l’occupation des sols de la commune et de ses infrastructures peut être observée sur les différentes représentations cartographiques du territoire : la carte de Cassini (XVIIIe siècle), la carte d'état-major (1820-1866) et les cartes ou photos aériennes de l'IGN pour la période actuelle (1950 à aujourd'hui).

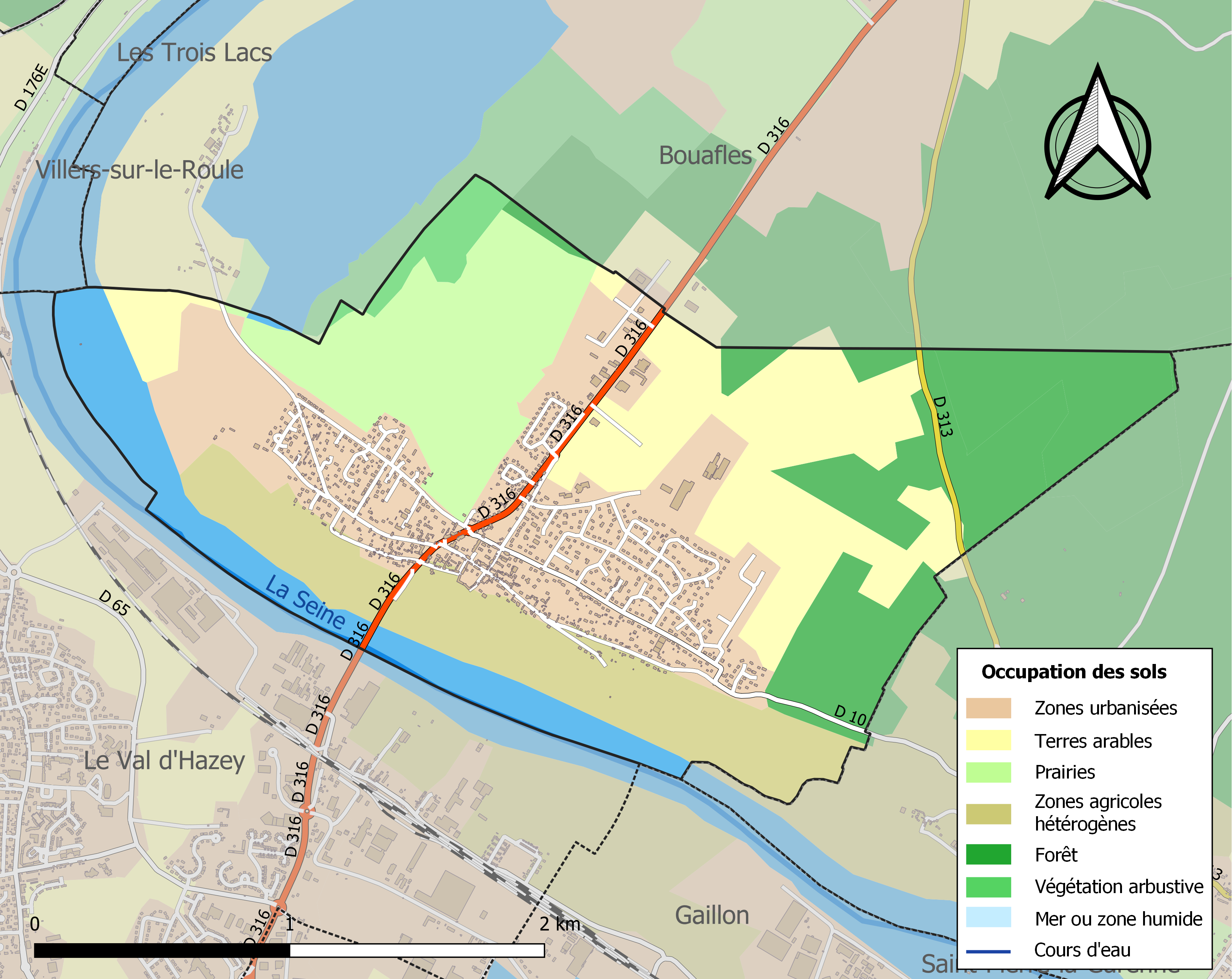
Carte des infrastructures et de l'occupation des sols de la commune en 2018 (CLC).

## Toponymie
Le nom de la localité est attesté sous la forme Corceles en 1265, Courcellæ en 1265 (charte de Raoul de Chevry, évêque d’Évreux), Chouceiles en 1275, Corcellæ en 1400.
Courcelle est un nom commun formé de cōrtem (forme médiévale du mot latin (cohors) avec le suffixe diminutif -icella qui désigne une « petite cour » ou « un petit jardin ». Cohors désigne en latin une « cour » ou un « enclos ».
La commune est riveraine de la Seine.

## Histoire
- Au XIIe siècle, l'abbaye Saint-Laurent de Beaubec possède le fief de Courcelles (dont l'ancienne église Saint-Martin[21]) pour ses vignes. Les appellatifs Beau Bec se rapportent à deux quartiers contemporains de la commune.
- Vers 1480 : Philippe de Courcelles, seigneur de Courcelles, Saint Liébault et Tanlay, vend sa seigneurie de Courcelles à Richard Guère, procureur de Gaillon[22].
- 1583 : Bernardin Guère, petit-fils de Richard Guère, seigneur local, vend aux chartreux d'Aubevoye une partie de sa seigneurie.
- 1789 : La commune est créée par deux décrets respectifs de décembre 1789 et janvier 1790.

Il est possible que la famille champenoise et bourguignonne de Courcelles ait eu son berceau à Courcelles-sur-Seine.

## Politique et administration
| Période                                  | Période   | Identité          | Étiquette | Qualité                                                             |
| ---------------------------------------- | --------- | ----------------- | --------- | ------------------------------------------------------------------- |
|                                          |           |                   |           |                                                                     |
| 1804                                     | 1815      | Martin Yvelin     |           |                                                                     |
|                                          |           |                   |           |                                                                     |
| vers 1816                                |           | Amette            |           |                                                                     |
|                                          |           |                   |           |                                                                     |
| 1926                                     | 1931      | Charles Riberpray |           |                                                                     |
|                                          |           |                   |           |                                                                     |
| après 1944                               | 1961      | Georges André     |           |                                                                     |
|                                          |           |                   |           |                                                                     |
|                                          |           | Henri Gohier      |           |                                                                     |
|                                          |           |                   |           |                                                                     |
| mars 2001                                | mars 2008 | Laurence Bove     | SE        |                                                                     |
| mars 2008                                | mars 2014 | Raymond Bourblanc | SE        | Retraité de la fonction publique                                    |
| mars 2014 Réélu en mars 2020             | En cours  | Joël Le Digabel   | SE        | Retraité 7e vice-président de la CC Eure-Madrie-Seine (2014 → 2019) |
| Les données manquantes sont à compléter. |           |                   |           |                                                                     |

## Démographie
L'évolution du nombre d'habitants est connue à travers les recensements de la population effectués dans la commune depuis 1793. Pour les communes de moins de 10 000 habitants, une enquête de recensement portant sur toute la population est réalisée tous les cinq ans, les populations de référence des années intermédiaires étant quant à elles estimées par interpolation ou extrapolation. Pour la commune, le premier recensement exhaustif entrant dans le cadre du nouveau dispositif a été réalisé en 2005.

En 2022, la commune comptait 2 157 habitants, en évolution de +6 % par rapport à 2016 (Eure : −0,25 %, France hors Mayotte : +2,11 %).
| 1793 | 1800 | 1806 | 1821 | 1831 | 1836 | 1841 | 1846 | 1851 |
| ---- | ---- | ---- | ---- | ---- | ---- | ---- | ---- | ---- |
| 214  | 208  | 211  | 222  | 263  | 257  | 258  | 251  | 261  |

| 1856 | 1861 | 1866 | 1872 | 1876 | 1881 | 1886 | 1891 | 1896 |
| ---- | ---- | ---- | ---- | ---- | ---- | ---- | ---- | ---- |
| 260  | 277  | 270  | 257  | 253  | 260  | 257  | 257  | 256  |

| 1901 | 1906 | 1911 | 1921 | 1926 | 1931 | 1936 | 1946 | 1954 |
| ---- | ---- | ---- | ---- | ---- | ---- | ---- | ---- | ---- |
| 247  | 263  | 259  | 324  | 343  | 371  | 383  | 292  | 363  |

| 1962 | 1968 | 1975  | 1982  | 1990  | 1999  | 2005  | 2006  | 2010  |
| ---- | ---- | ----- | ----- | ----- | ----- | ----- | ----- | ----- |
| 676  | 947  | 1 098 | 1 241 | 1 569 | 1 503 | 1 583 | 1 589 | 1 731 |

| 2015  | 2020  | 2022  | - | - | - | - | - | - |
| ----- | ----- | ----- | - | - | - | - | - | - |
| 2 004 | 2 129 | 2 157 | - | - | - | - | - | - |

## Culture locale et patrimoine

### Lieux et monuments
Pont de Courcelles-sur-Seine suivant illustration

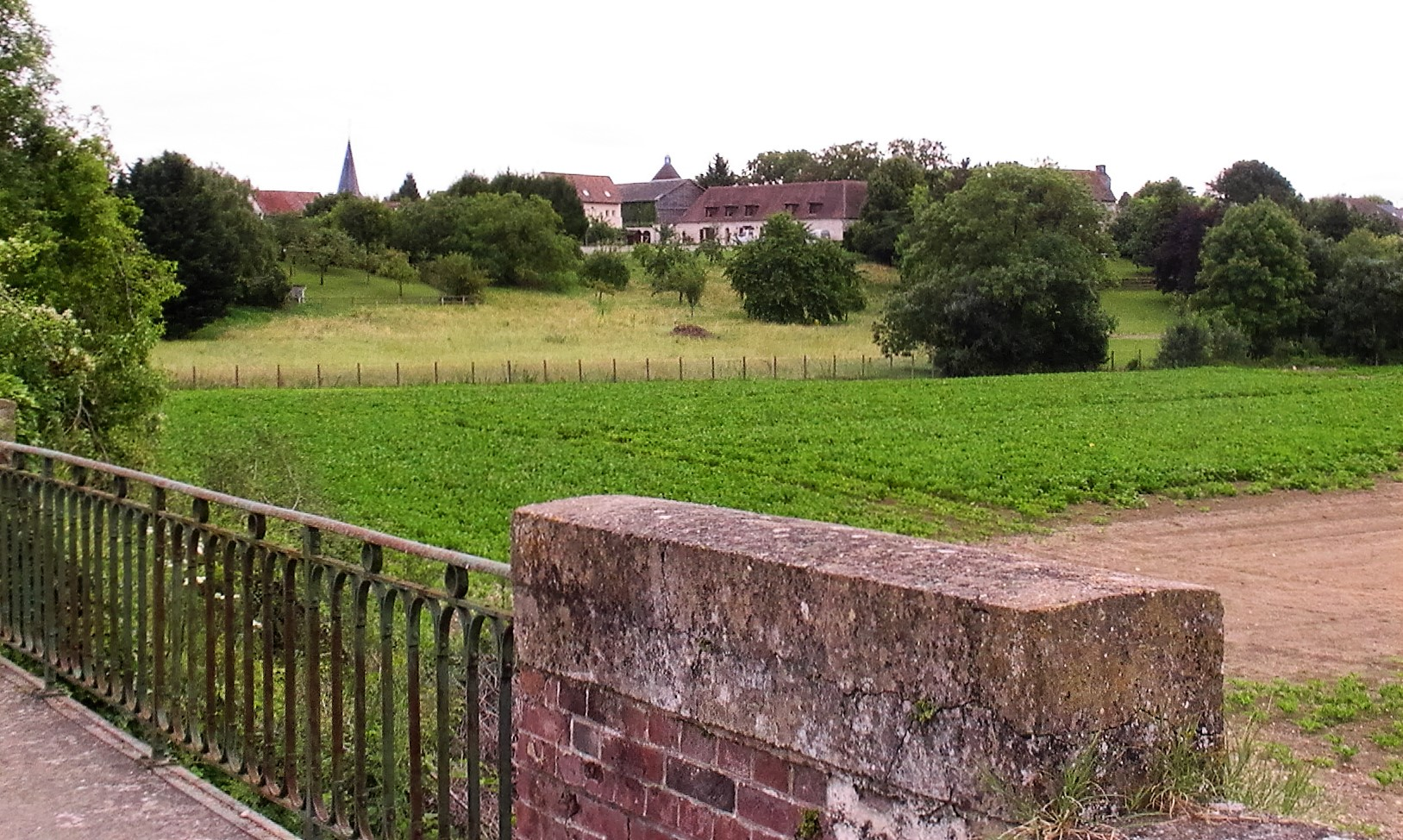
Le village vu de l'ancienne voie d'accès par Aubevoye.
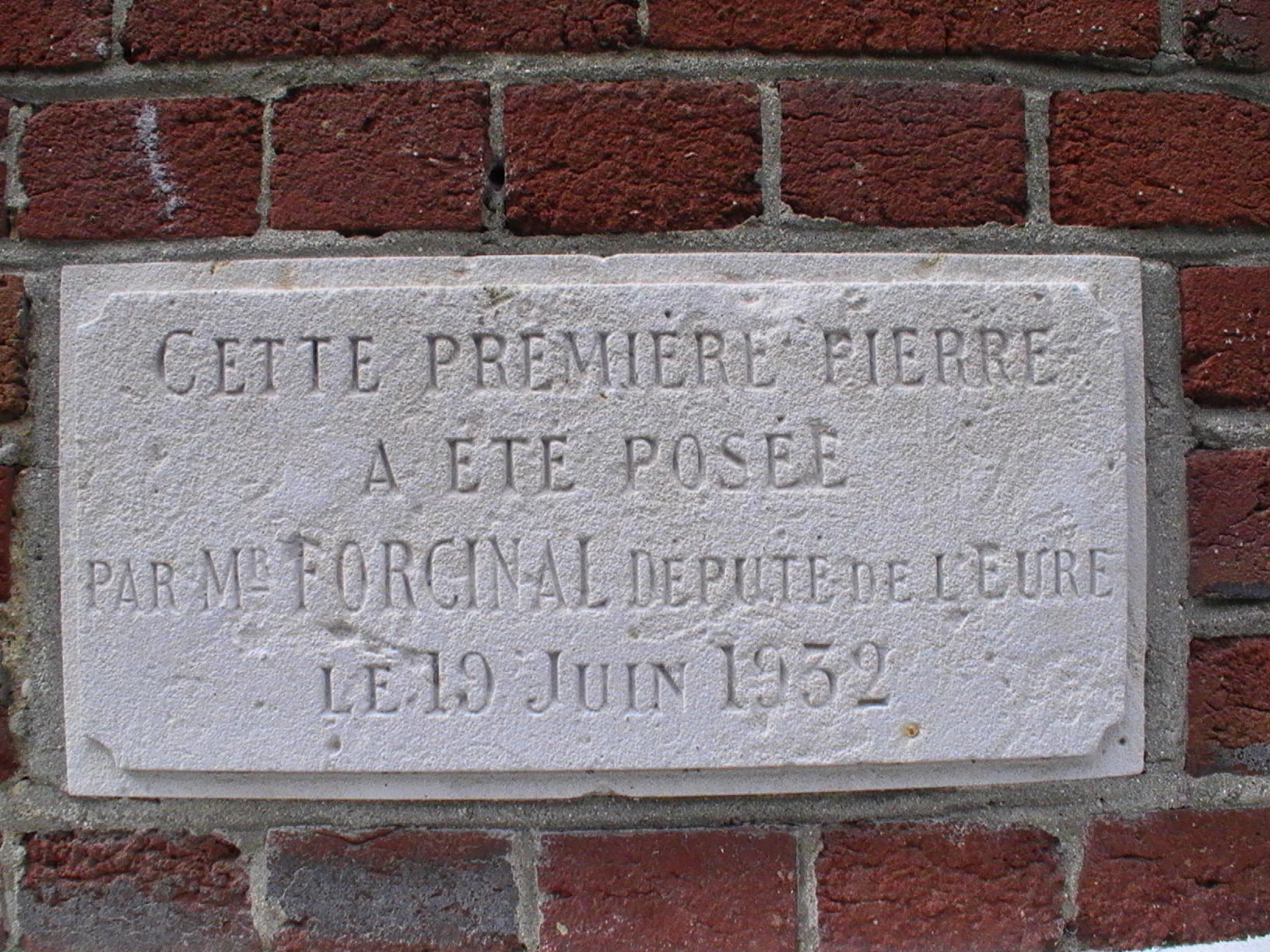
Le jour où la mairie émergea officiellement de terre ...
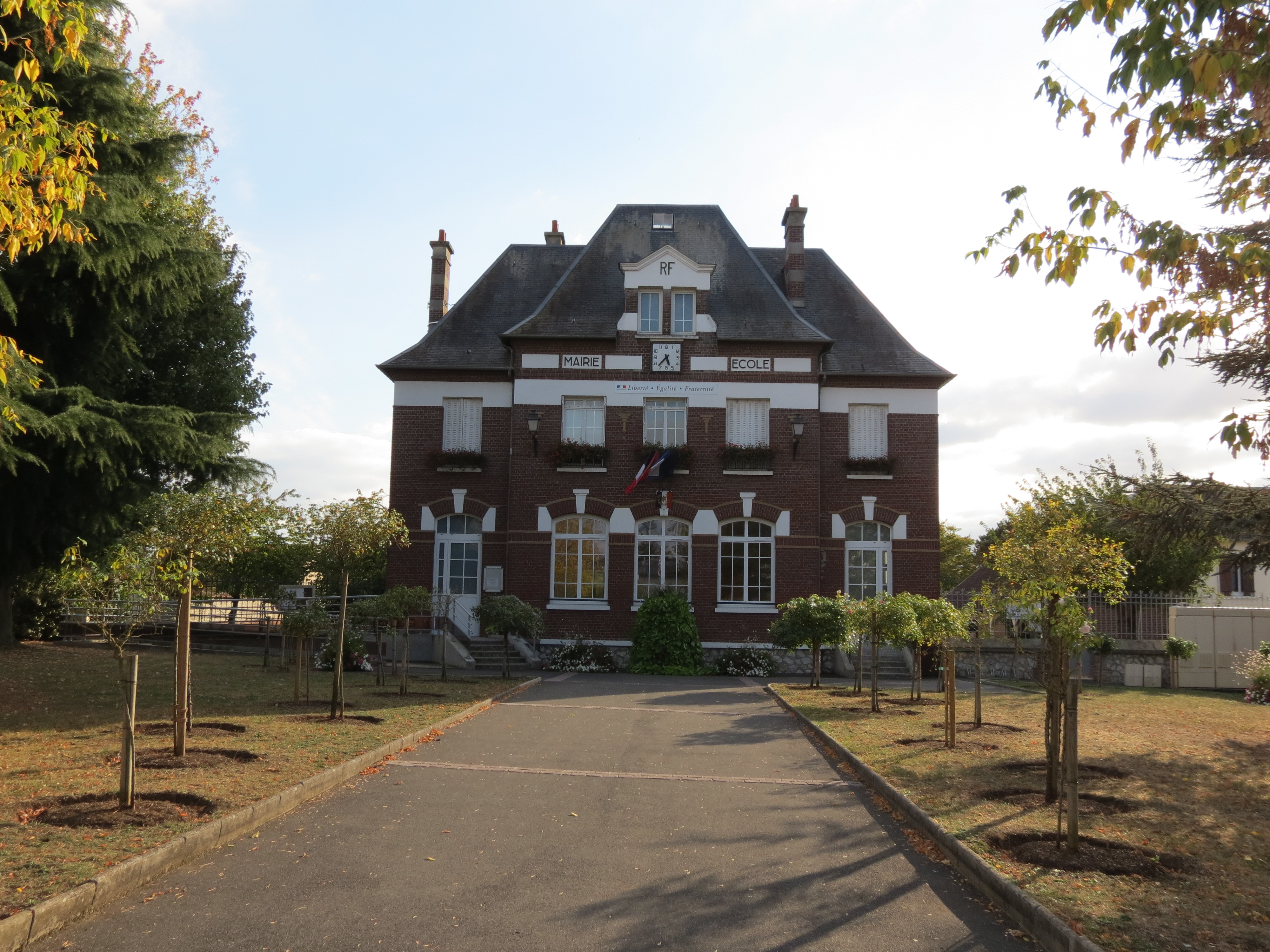
Mairie.
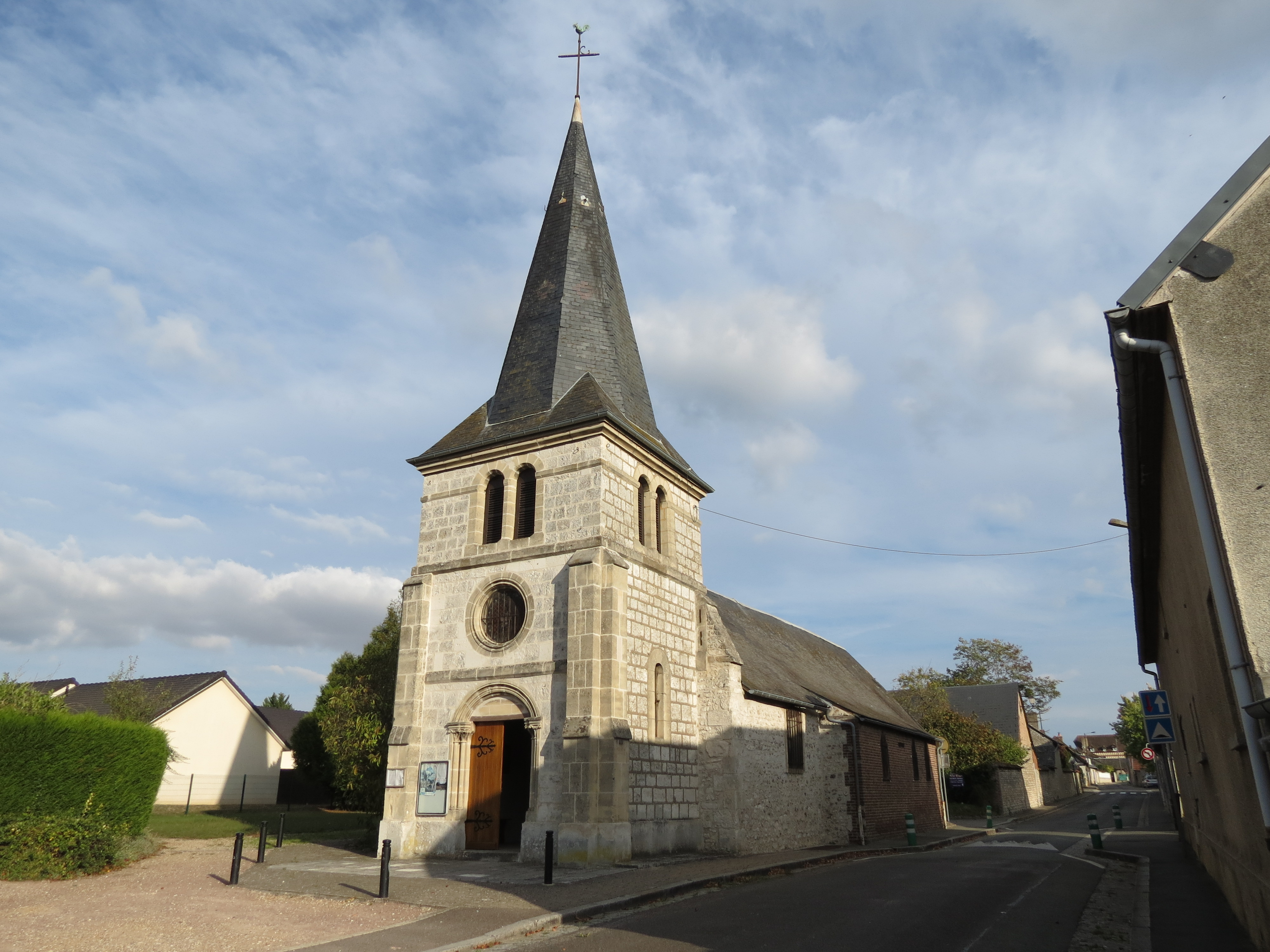
Notre-Dame de Bon-Secours[28].
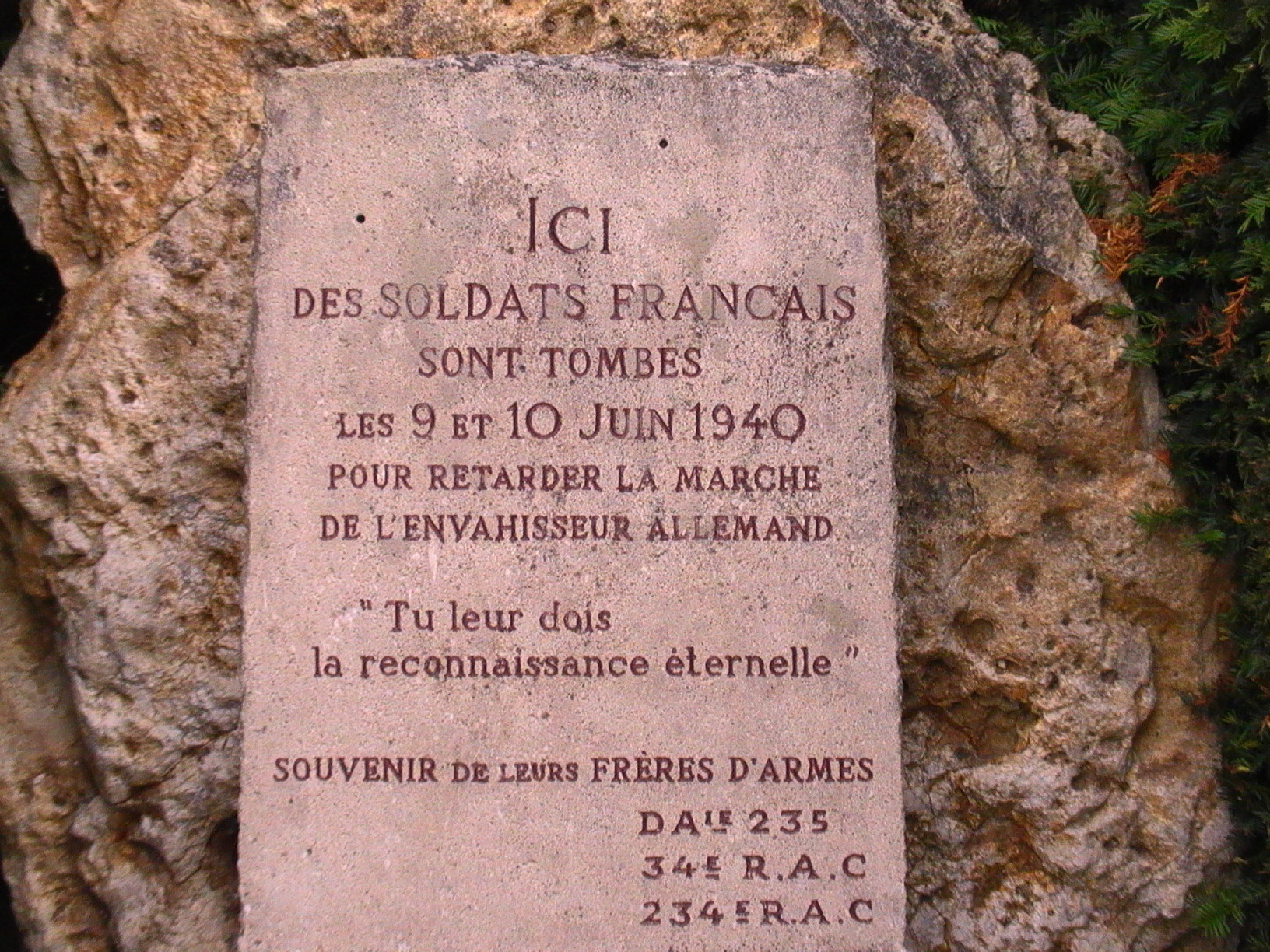
Mémorial des 9 et 10 juin 1940.
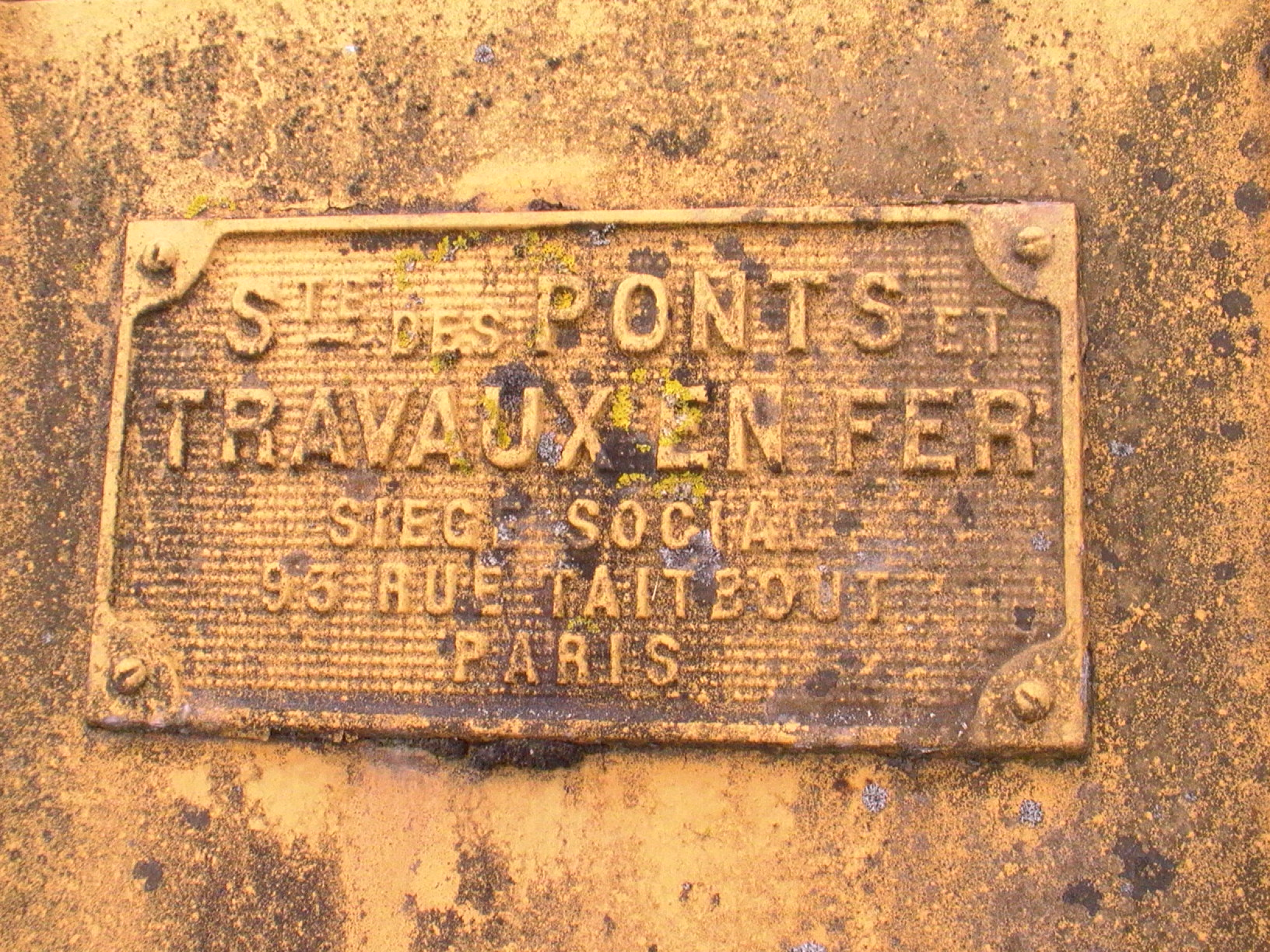
Plaque d'identité de l'entrepreneur du pont de fer.
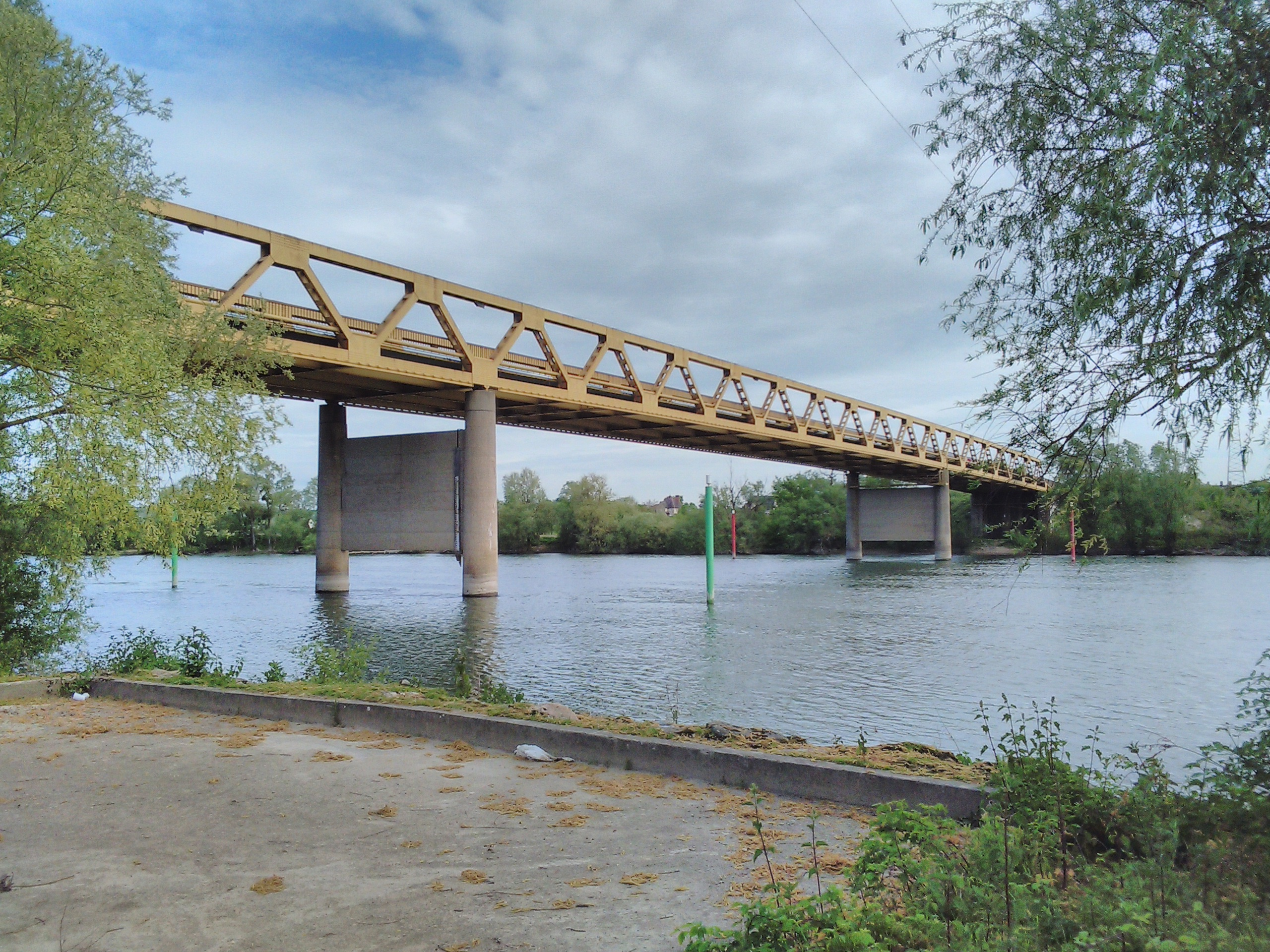
Pont sur la Seine entre Courcelles et Aubevoye.

### Patrimoine naturel

#### Site classé
- La boucle de la Seine dite de Château-Gaillard  Site classé (2006)[29].

### Personnalités liées à la commune
- Désiré Carré (1923-2014), international français de football, y est né.

### Héraldique
| Armes de Courcelles-sur-Seine | Ces armes peuvent se blasonner ainsi aujourd’hui : d'or (d'argent) à trois fleurs de lys d'azur, au bâton en bande de gueules brochant sur le tout |